# Kleine watereppe
De kleine watereppe (Berula erecta) is een plant uit de schermbloemenfamilie (Umbelliferae of Apiaceae). Het is de enige soort in het geslacht Berula.
Het is een onbehaarde plant die 30-60 cm hoog wordt. De plant groeit in of aan sloten, vijvers en moerassen. De stengels zijn hol, rond en gestreept.
De bloemen zijn wit en hebben een doorsnede van 2 mm. Een bloem bestaat uit vijf kroonblaadjes met omgekrulde punten. De bloemen vormen een samengesteld scherm dat bloeit van juli tot september. De bladeren zijn geveerd en hebben zeven tot veertien paar deelblaadjes, die eirond, getand en blauwgroen zijn.
De kleine watereppe heeft korte, brede, eivormige vruchten die tot 3 mm groot zijn.

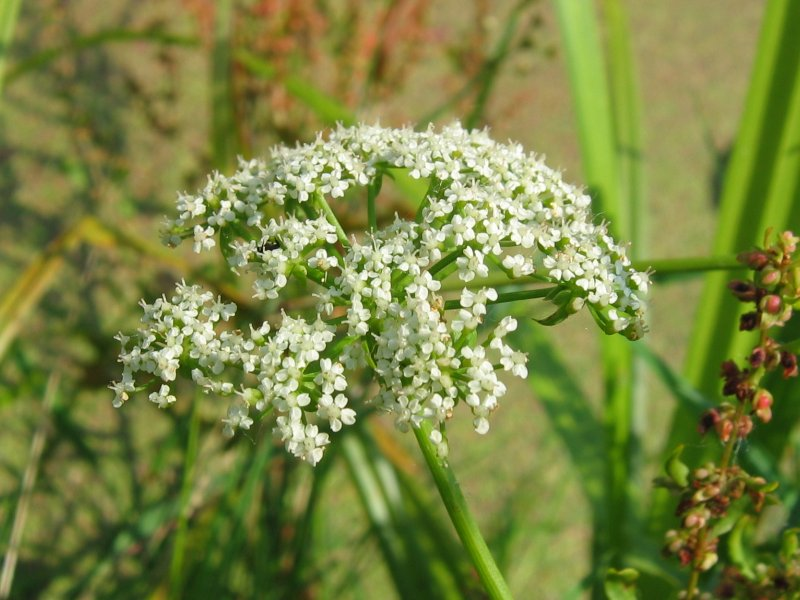
Bloemscherm